# プリシラ・アーン
プリシラ・アーン（英: PRISCILLA AHN、1984年3月9日 - ）はアメリカ人のシンガーソングライター。母親が韓国人。出生名は プリシラ・ナタリー・ハートラント (英: Priscilla Natalie Hartranft)。

## 略歴

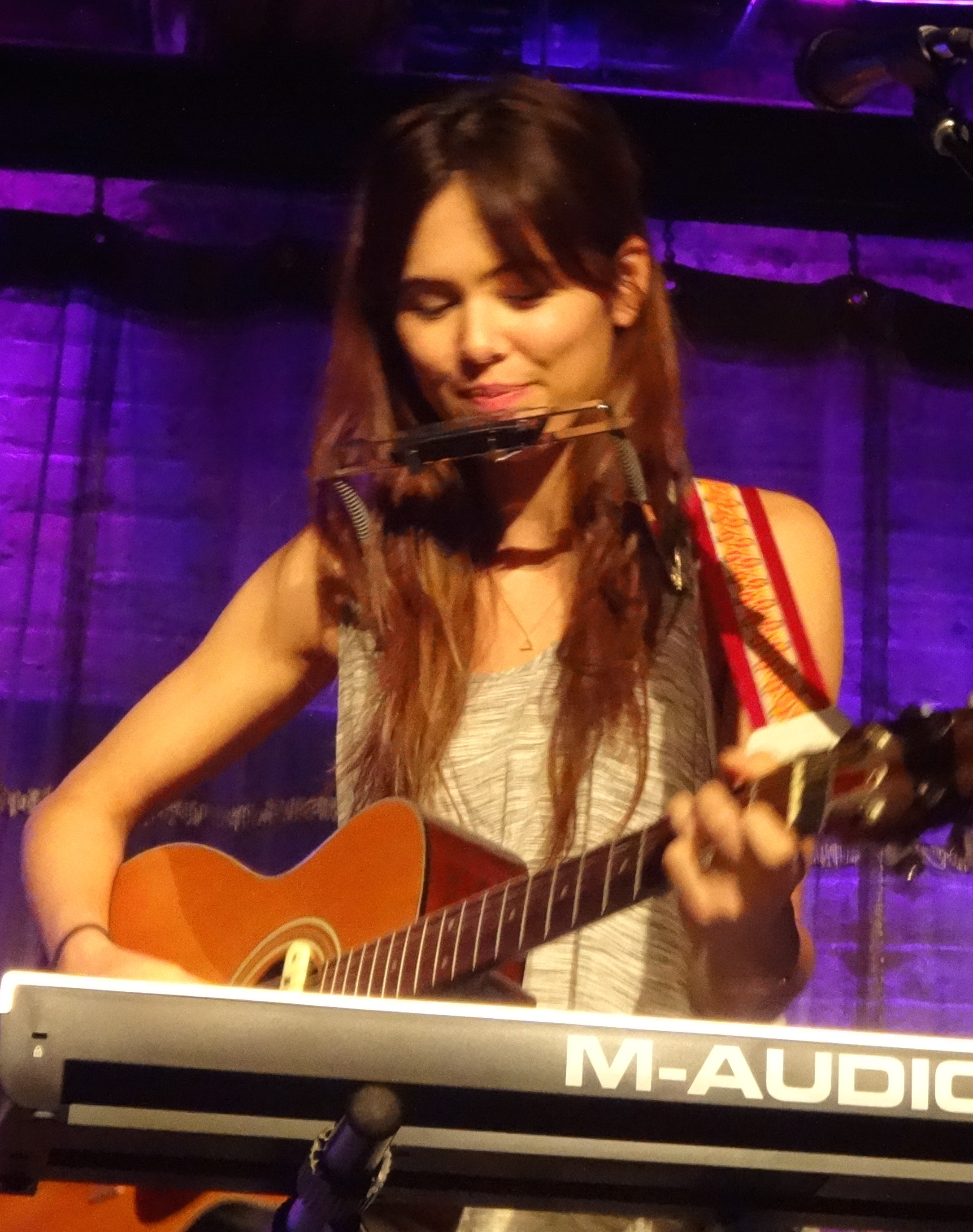

1984年3月9日、ジョージア州の生まれ、ペンシルベニア州育ち。8歳頃より教会で歌い始める。母親からピアノを教わり、父親の勧めで14歳からギターを始め、曲を書くようになる。16歳から地元のコーヒーハウスで弾き語りを始め、17歳でシンガー・ソングライターになることを考えるようになり、19歳でロサンゼルスへ移り、本格的に音楽活動をスタート。2008年、ブルーノート・レコードと契約、アルバム『グッド・デイ』でメジャー・デビュー。2009年、フジロック・フェスティバルに参加。
スタジオジブリアニメの大ファンであり、ジブリ作品に使われた曲ばかりのカヴァー・アルバムを作りたいという思いから着想された日本と欧米の名ポップ・ソングのカヴァーアルバム『ナチュラル・カラーズ』を2012年発表。ジブリ作品からは「風の谷のナウシカ」、「やさしさに包まれたなら」のカヴァーが収録されている。2012年10月、NHK BSプレミアムで放送されたテレビドラマ『そこをなんとか』の主題歌「アイル・ビー・ヒア」を担当。
2013年3月、マツモトキヨシのCM曲「Storyは街角に／Stop, Look, Lie」を書きおろす。2013年12月に三鷹の森ジブリ美術館に招かれてクリスマス・コンサートを行い、それが縁で、2014年、スタジオジブリ映画『思い出のマーニー』の主題歌「Fine On The Outside」を担当。 2014年5月23日ジブリファンに向けてメッセージ動画を公開。2014年7月23日、自身初のベストアルバムとなる『プリシラ・アーン・ベスト』を発表。2014年8月、NHK BSプレミアムで放送されたテレビドラマ『そこをなんとか2』の主題歌「ベスト・アイ・キャン」を担当。
2014年10月3日、NHK『みんなのうた』12月-1月の新曲として「見えない羽根」を提供。
2015年、NHK広島放送局が終戦70周年記念として県内ローカルで放送した「被爆70年特集ドラマ・赤レンガ」に主演。シンガーソングライターの日系米人4世・アニーを演じた。本作が女優デビュー作でもあり、広島から世界に平和を訴えようとする姿勢から、同作品の企画段階よりプロジェクトに関わった。
2017年5月24日、初のライブ・アルバム『Priscilla Ahn Billboard Live TOKYO』をリリース。
2021年3月に放送されたTBS系「マツコの知らない世界」で森山直太朗がプリシラを紹介し、「理想的な歌声」と絶賛。これを知ったプリシラが森山に楽曲の制作をオファーし、2023年4月29日、森山直太朗が作詞作曲した「さよならアモル」が配信開始された。2023年5月に7年ぶりに来日公演を行った。2023年5月24日、アルバム『A Better Place』をリリースした。

## 私生活
2010年5月、俳優のマイケル・ウェストン（Michael Weston）と結婚。

## ディスコグラフィ

### ALBUM
| タイトル                           | リリース       |
| ---------------------------------- | -------------- |
| グッド・デイ                       | 2009年2月25日  |
| イン・ア・トゥリー                 | 2009年7月1日   |
| 幸せのみつけ方                     | 2011年4月27日  |
| ナチュラル・カラーズ               | 2012年6月27日  |
| ホーム〜マイ・ソング・ダイアリー   | 2012年10月31日 |
| ここにいること                     | 2013年6月19日  |
| あなたのことが大すき。             | 2014年7月16日  |
| プリシラ・アーン・ベスト           | 2014年7月23日  |
| LA LA LA                           | 2016年3月9日   |
| Priscilla Ahn Billboard Live TOKYO | 2017年5月24日  |
| ア・ベター・プレイス               | 2023年5月24日  |